# Safety Last!
„Safety Last!“ (на български: Безопасността е последна!) e американска комедия от нямото кино с участието на Харолд Лойд, излязла по екраните през 1923 година. Заглавието е игра на думи с общоприетата директива – „Безопасността преди всичко“.
Филмът включва едни от най-популярните сцени от ерата на нямото кино и въобще в историята на киноиндустрията. Сред тях е епизодът с Лойд, сграбчил се за движещите се стрелки на огромен часовник на върха на небостъргач, висящ във въздуха над градския трафик на улицата. Творбата става популярна сред публиката и положително прокламирана от критиката. Safety Last! затвърждава Харолд Лойд, като една от водещите фигури от началните години на киноиндустрията. Актьорът изпълнявя сам каскадите с катеренето въпреки инцидента, 4 години по-рано, когато по време на снимки изгубва палеца и показалеца на дясната си ръка. Той използва протезна ръкавица за да прикрие недъга си.

## В ролите
| Актьор         | Роля                   |
| -------------- | ---------------------- |
| Харолд Лойд    | младежът с очилата     |
| Милдред Дейвис | момичето               |
| Бил Стротър    | приятеля               |
| Ноа Йънг       | представител на закона |
| Уесткот Кларк  | надзирателя            |

## Награди и номинации
Национален съвет за опазване на филмовото наследство (САЩ)
- Наградата на съвета за 1994 година.